# Wirklicher Staatsrat 1. Klasse der Russischen Föderation
Wirklicher Staatsrat 1. Klasse der Russischen Föderation (russisch действительный государственный советник Российской Федерации 1 класса dejstwitelny gossudarstwenny sowetnik Rossijkoi Federazii 1 klassa) ist der höchste staatliche zivile Dienstrang Russlands.

## Überblick
Der Rang des Wirklichen Staatsrats 1. Klasse der Russischen Föderation wurde erstmals mit Inkrafttreten des föderalen Gesetzes vom 31. Juli 1995 Nr. 119-FZ „Über die Grundlagen des Staatsdienstes der Russischen Föderation“ (als Qualifikationsklasse) eingeführt und nach Inkrafttreten des Bundesgesetzes vom 27. Juli 2004 Nr. 79-FZ „Über den staatlichen Zivildienst der Russischen Föderation“ als staatlicher Zivildienstgrad beibehalten.
Der Rang wird vom Präsidenten Russlands vergeben. Dieser Rang ist eine Stufe höher als der Rang des Wirklichen Staatsrates 2. Klasse der Russischen Föderation.
Gemäß der durch das Dekret des Präsidenten der Russischen Föderation Nr. 113 vom 1. Februar 2005 genehmigten Tabelle ist der Dienstgrad des Wirklichen Staatsrates 1. Klasse der Russischen Föderation dem militärischen Dienstgrad des Armeegenerals/Flottenadmirals gleichgestellt.

## Anzahl Verleihungen
| Zeitraum  | Personenzahl                |
| --------- | --------------------------- |
| 1995–1999 | 174                         |
| 2000–2004 | 143                         |
| 2005–2009 | 96                          |
| 2010–2014 | 145                         |
| 2015–2019 | 88                          |
| 2020–2024 | 78 (bis zum 4. Januar 2023) |